# Bärön, Säffle
Bärön är en ö i Vänern, Millesviks socken, Säffle kommun.
Bärön var bebodd åtminstone redan 1558 men avfolkades under 1900-talet och idag fungerar torpstugan på öns västra del som fritidshus. Ön har en sällsynt flora, som tyvärr delvis försvann i samband med att en urskogsliknande granskog på öns inre kalhöggs 1975. Innan avverkningen påträffades bland annat Amaurodon mustialaensis som endast tidigare påträffats en gång tidigare i Sverige i anslutning till en mosse i öns inre. Flera naturhamnar finns på öns östra sida.